# Blade Runner Black Out 2022
Blade Runner Black Out 2022 es un cortometraje anime neo-noir cyberpunk, dirigido por Shinichiro Watanabe, estrenado el 27 de septiembre de 2017 en Crunchyroll, que sirve como precuela a Blade Runner 2049. Sigue las acciones de dos replicantes Nexus-8, Iggy Cygnus y Trixie, que forman parte del Movimiento de Libertad Replicante. Estos provocan, con la ayuda del personaje de Ren, una explosión nuclear con PEM que causa un corte electrónico global, el Apagón, con implicaciones sociales, económicas y tecnológicas en todo el mundo.

## Trama
Situada tres años después de los eventos de Blade Runner, el anime trata sobre los acontecimientos que condujeron al Apagón de 2022. 
El corto sigue las acciones de dos replicantes Nexus-8, Iggy Cygnus y Trixie, que forman parte del Movimiento de Libertad Replicante. Después de que Movimientos de Supremacía Humana usen una base de datos, el registro de replicantes, para identificar y matar a varios de ellos, los replicantes se organizan para provocar un apagón global. Como parte del plan, se muestra cómo Iggy y Trixie roban un camión cisterna para dirigirse a destruir los archivos de un centro de datos de Tyrell Corporation. 
En el viaje, Iggy rememora a través de un flashback la batalla de los campos de Calantha —en la que también estuvieron Sapper Morton y Freysa según se muestra en Blade Runner 2049— y cómo desertó del ejército al darse cuenta de que en realidad luchaban contra otros replicantes y eran manipulados por los humanos. 
Finalmente, hacen explotar un centro de datos de Tyrell mientras otras células se encargan de destruir los restantes. Paralelamente, el personaje de Ren, quien simpatiza con los replicantes tras conocer a Trixie, lanza un misil sobre Los Ángeles para provocar una explosión nuclear con PEM que causa un corte eléctrico y electrónico global —el Apagón— con implicaciones masivas y destructivas en todo el mundo. Tras el Apagón, se prohíbe la creación de replicantes y Tyrell Corporation entra en bancarrota.

## Reparto
- Jovan Jackson como Iggy Cygnus.
- Luci Christian como Trixie.
- Bryson Bauguss como Ren.
- Edward James Olmos como Gaff.

## Enlaces
- Sitio web oficial
- Blade Runner Black Out 2022 en YouTube
- Blade Runner Black Out 2022 en Internet Movie Database (en inglés).

- Datos: Q41556020